# Ташла (Ташлинський район)
Ташла́ (рос. Ташла) — село, адміністративний центр Ташлинського району Оренбурзької області, Росія.

## Населення
Населення — 7061 особа (2010; 6688 у 2002).
Національний склад (станом на 2002 рік):
- росіяни — 80 %